# Пунсалмаагийн Очирбат
Пунсалмаагийн Очирбат (на монголски: Пунсалмаагийн Очирбат) е монголски политик, член на Конституционния съд на Монголия. Служи като президент на Монголия от 1990 до 1997 г. и е първият демократично избран президент в страната.

## Биография
Очирбат е роден на 23 януари 1942 г. в Тудевтей, аймак Завхан. Прием името на майка си, Пунсалмаа, след като баща му почива през 1947 г. От 1951 до 1960 г. учи в Улан Батор, а след това продължава висшето си образование в Санктпетербургския минен университет. Завършва през 1965 г. като минен инженер. Същата година се завръща в Улан Батор и става член на Монголската народна партия.
През 1967 г. е назначен за главен инженер в Шаринголската въглищна мина в аймак Дархан Ул. Избран е за заместник-министър на минното дело и геологията през 1972 г., а към 1976 г. вече депутат в монголския парламент и член на ЦК на партията. През 1985 г. е избран за председател на държавната комисия по външните икономически отношения, а скоро след това става и министър на външните икономически отношения и продоволствията, когато комисията получава статут на министерство.
На 21 март 1990 г. Очирбат е назначен за председател на президиума на парламента, след като Жамбийн Батмунх и други влиятелни фигури подават оставка след Демократическата революция. През юли същата година е преизбран за депутат, а след това е избран и за новосъздадената президентска позиция. През 1992 г. е приета нова конституция, която предвижда и провеждането на президентски избори през 1993 г.

### Държавен глава
Макар Очирбат да се застъпва за политиката на бързо национално възраждане и икономически реформи за скъсване със социалистическото минало, той си създава и репутация на гъвкав човек, който е склонен да прави компромиси, а убедителността му му спестява евентуални конфронтации и политически кризи преди първи свободни избори в страната през юни 1993 г. Въпреки това, идеологическите разлики вътре в партията довеждат до отхвърлянето на Очирбат от ръководството ѝ като кандидат за президент и вместо това те номинират по-твърдия Лодонгийн Тудев, който е главен редактор на комунистическия вестник „Монголийн унен“. Забелязвайки възможност, коалицията на опозиционните партии номинират Очирбат за свой кандидат. На 6 юни 1993 г. Очирбат убедително побеждава Тудев, спечелвайки 57,8% от гласовете и става първи президент на Монголия.
Президентският мандат на Очирбат е белязан от поредица политически и икономически кризи. Към края на 1993 г. той вече открито критикува провала на правителството да се справи с влошаващата се икономическа ситуация. Страната е обхваната от висока инфлация и недостиг на храна и енергия. Освен това обвинява националните разузнавателни служби за това, че не успели да предотвратят появата на организираната престъпност в Монголия. Когато през март 1994 г. опозиционните партии се изтеглят от парламента, Очирбат публично призовава за защита на правата на малките парии и обвинява управляващата Монголска народна партия, че се възползва от медиите, като ограничава медийното отразяване на парламента. Същата година налага вето върху указ, насърчаващ използването на кирилицата в Монголия и забавящ въвеждането на традиционната старомонголска писменост.
В международно отношение, Очирбат се стреми към ориентиране на монголската външна политика към сътрудничество с всички страни, но най-вече с двата големи съседа – Русия и Китай. Отхвърля транспортирането и стационирането на оръжия за масово унищожение в Монголия и обявява, че страната ще бъде ядрено неутрална. Подписва сътрудничества с Индия и Лаос и получава финансова помощ от Тайланд за продоволствената криза. Той е първият монголски държавен глава, посетил САЩ.
През май 1997 г. Очирбат отново се кандидатира за президент, но вече е изправен пред недоволно от икономическото състояние общество. Безработицата в страната е висока, инфлацията – също, а продоволствената криза все още е дълбока. С едва 29% от вота, Очирбат губи изборите в ползва на председателя на Монголската народна партия Нацагийн Багабанди.
След изборите Очирбат напуска политическия живот на страната. През 2000 г. става директор на Центъра по екология и устойчиво развитие към Университета за науки и технологии в Улан Батор. През 2005 г. е избран за член на Конституционния съд в страна и преизбран през 2010 г.